# Flesz Gwiazdy & Styl
Flesz Gwiazdy & Styl – dwutygodnik z kategorii people & style wydawany przez Edipresse Polska od 2011 do 2020. Jego formuła opierała się na połączeniu treści o gwiazdach i stylu. Pismo było pozycjonowane pomiędzy eleganckimi magazynami people, a rynkiem magazynów kobiecych.
Magazyn Flesz był organizatorem gali modowej – Flesz Fashion Night.